# Алан Уокър
Алан Уокър (на норвежки: Alan Walker) е норвежки диджей и продуцент, роден на 24 август 1997 г. в Берген, Норвегия. През 2014 г. той издава първия си сингъл „Fade“ в стил електрохаус. Вокалната версия на сингъла, озаглавена „Faded“, се превръща в голям хит.

## Биография
Алън е израснал в дигиталната епоха, затова е заинтересован от програмиране и дизайн. През 2012 г. той започва да прави музика на своя лаптоп и благодарение на свои онлайн приятели, които разпространили творчеството му из Интернет, той привлякъл вниманието на няколко звукозаписни компании. След като песента „Fade“ станала популярна в „YouTube“, той подписал с лейбъла „No Copyright Sounds“. Песента станала особено популярна сред геймърите.
След „Fade“ през 2015 излизат песните „Spectre“ и „Force“. Първият сингъл на Алан Уолкър на „Sony Music Sweden“ била песента „Faded“, която е вокална версия на песента „Fade“. Сингълът е пуснат на 4 декември 2015, а вокално съдействие в песента оказва певицата Иселин Солхайм. Песента оглавява норвежките класации „VG-lista singles chart“ и шведската „Sverige topp lista“ и влиза в топ 10 във Финландия и Дания; също така се появява и в класациите в Италия, Германия, Холандия, Ирландия, Австрия и други.

## Обществен имидж
Уокър първоначално е известен като „DJ Walkzz“ тъй като е част от различни групи. По-късно се преименува на „Walkzz“. В крайна сметка започва да използва истинското си име – Алън Уокър – като сценично. Логото му се състои от преплетени букви „A“ и „W“ – инициалите на името му. То е създадено от Walker през 2013 г. Той също използва качулка и маска за лице, наподобяващо концепцията на black bloc на сцената, пресъздавайки останалата част от изгледа.
„В самото начало ние мислехме идеи как можем да се покажем Alan Walker като артист и след това създадохме символ, който би привлякъл всеки. Ето защо човек може просто да носи качулка и маска и да стане като „Уокър“. Това е и знак, който означава, че без значение кой си, можеш да бъдеш „Уокър“; всички са равни.“ Уокър обяснява концепцията си в интервю на „KKBox“. Запитан в интервю от „NRK“ защо той използва маската, той казва: „Това е, за да се поддържа дискретност, като се поддържа публичния образ, който те ми дадоха, а и мисля, че е много готино малък обрат, който кара хората да си задават въпроси за това кой наистина е човекът зад Алън Уокър.“.

## Награди и номинации
| Година | Организация                                       | Награда                                       | Работа             | Резултат         |
| ------ | ------------------------------------------------- | --------------------------------------------- | ------------------ | ---------------- |
| 2016   | Gullsnutten                                       | Årets Musikk (Music of the Year)              | Alan Walker        | Шаблон:Won       |
| 2016   | MTV Europe Music Awards                           | Best Norwegian Act                            | Alan Walker        | Шаблон:Won       |
| 2016   | P3 Gull                                           | Årets Nykommer (Newcomer of the Year)         | Alan Walker        | Шаблон:Nominated |
| 2016   | P3 Gull                                           | Årets Låt (Song of the Year)                  | „Faded“            | Шаблон:Nominated |
| 2016   | Cannes Lions International Festival of Creativity | The Cannes Lions Award                        | „Faded“            | Шаблон:Won       |
| 2016   | Eska Music Awards                                 | Best International Hit                        | „Faded“            | Шаблон:Won       |
| 2016   | NRJ Music Awards Norge                            | Årets Norske Låt (Norwegian Song of the Year) | „Sing Me to Sleep“ | Шаблон:Won       |
| 2016   | EBBA Awards '17 by Eurosonic Noorderslag          | European Border Breakers Award                | Alan Walker        | Шаблон:Won       |
| 2017   | EBBA Awards '17 by Eurosonic Noorderslag          | Public Choice Award                           | Alan Walker        | Шаблон:Nominated |
| 2017   | Spellemannprisen '16                              | Årets Låt (Song of the Year)                  | „Faded“            | Шаблон:Won       |
| 2017   | Brit Awards                                       | British Single of the Year                    | „Faded“            | Шаблон:Nominated |
| 2017   | KKBox Music Awards                                | Best Western Artist of the Year               | Alan Walker        | Шаблон:Won       |
| 2017   | KKBox Music Awards                                | Best Western Single of the Year               | „Faded“            | Шаблон:Won       |
| 2017   | WDM Radio Awards                                  | Best New Talent                               | Alan Walker        |                  |
| 2017   | Gullsnutten                                       | Årets Musikk (Music of the Year)              | Alan Walker        |                  |